# 山口県中学校一覧
| 総数                | 151校・2分校     |
| 国立                | 2校              |
| 公立                | 140校・2分校     |
| 私立                | 8校              |
| 教育委員会所在地    | 〒753-8501       |
| 山口県山口市滝町1-1 |                  |
| 公式サイト          | 山口県教育委員会 |

山口県中学校一覧（やまぐちけんちゅうがっこういちらん）は、山口県の中学校、義務教育学校（後期課程）および中等教育学校（前期課程）の一覧。

## 国立中学校
- 山口大学教育学部附属山口中学校
- 山口大学教育学部附属光義務教育学校

## 公立中学校・中等教育学校

### 下関市

#### 県立
- 山口県立下関中等教育学校

#### 市立
- 下関市立日新中学校
- 下関市立向洋中学校
- 下関市立文洋中学校
- 下関市立名陵中学校
- 下関市立東部中学校
- 下関市立長府中学校
- 下関市立勝山中学校
- 下関市立川中中学校
- 下関市立安岡中学校
- 下関市立吉見中学校
- 下関市立彦島中学校
- 下関市立木屋川中学校
- 下関市立内日中学校
- 下関市立山の田中学校
- 下関市立玄洋中学校
- 下関市立垢田中学校
- 下関市立長成中学校
- 下関市立菊川中学校
- 下関市立豊田中学校
- 下関市立豊洋中学校
- 下関市立豊北中学校
- 下関市立夢が丘中学校

### 宇部市
- 宇部市立東岐波中学校
- 宇部市立西岐波中学校
- 宇部市立常盤中学校
- 宇部市立上宇部中学校
- 宇部市立神原中学校
- 宇部市立桃山中学校
- 宇部市立藤山中学校
- 宇部市立厚南中学校
- 宇部市立厚東川中学校
- 宇部市立川上中学校
- 宇部市立楠中学校
- 宇部市立黒石中学校

### 山口市
- 山口市立仁保中学校
- 山口市立大内中学校
  - 氷上分校
- 山口市立宮野中学校
- 山口市立大殿中学校
- 山口市立白石中学校
- 山口市立湯田中学校
- 山口市立鴻南中学校
- 山口市立平川中学校
- 山口市立潟上中学校
- 山口市立二島中学校
- 山口市立川西中学校
- 山口市立小郡中学校
- 山口市立秋穂中学校
- 山口市立阿知須中学校
- 山口市立徳地中学校
- 山口市立阿東中学校
- 山口市立阿東東中学校

### 萩市
- 萩市立萩東中学校
- 萩市立萩西中学校
- 萩市立越ヶ浜中学校
- 萩市立木間中学校
- 萩市立三見中学校
- 萩市立大井中学校
- 萩市立大島中学校
- 萩市立川上中学校
- 萩市立田万川中学校
- 萩市立むつみ中学校
- 萩市立須佐中学校
- 萩市立旭中学校
- 萩市立福栄中学校
- 萩市立相島中学校
- 萩市立見島中学校

### 防府市
- 防府市立富海中学校
- 防府市立国府中学校
- 防府市立桑山中学校
- 防府市立野島中学校
- 防府市立華陽中学校
- 防府市立華西中学校
- 防府市立佐波中学校
- 防府市立小野中学校
- 防府市立右田中学校
- 防府市立大道中学校
- 防府市立牟礼中学校

### 下松市
- 下松市立下松中学校
- 下松市立末武中学校
- 下松市立久保中学校

### 岩国市

#### 県立
- 山口県立高森みどり中学校（併設型中高一貫校）

#### 市立
- 岩国市立通津中学校
- 岩国市立岩国中学校
- 岩国市立麻里布中学校
- 岩国市立川下中学校
- 岩国市立灘中学校
- 岩国市立東中学校
- 岩国市立平田中学校
- 岩国市立岩国西中学校
- 岩国市立錦中学校
- 岩国市立本郷中学校
- 岩国市立美和中学校
- 岩国市立由宇中学校
- 岩国市立玖珂中学校
- 岩国市立周東中学校

### 光市
- 光市立室積中学校
- 光市立浅江中学校
- 光市立島田中学校
- 光市立光井中学校
- 光市立大和中学校

### 長門市
- 長門市立仙崎中学校
- 長門市立深川中学校
- 長門市立三隅中学校
- 長門市立日置中学校
- 長門市立菱海中学校

### 柳井市
- 柳井市立柳井中学校
- 柳井市立柳井西中学校
- 柳井市立大畠中学校

### 美祢市
- 美祢市立伊佐中学校
- 美祢市立厚保中学校
- 美祢市立大嶺中学校
- 美祢市立於福中学校
- 美祢市立秋芳中学校
- 美祢市立美東中学校

### 周南市
- 周南市立秋月中学校
- 周南市立鹿野中学校
- 周南市立菊川中学校
- 周南市立岐陽中学校
- 周南市立熊毛中学校
- 周南市立鼓南中学校
- 周南市立桜田中学校
- 周南市立周陽中学校
- 周南市立須々万中学校
- 周南市立住吉中学校
- 周南市立太華中学校
- 周南市立富田中学校
- 周南市立福川中学校

### 山陽小野田市
- 山陽小野田市立高千帆中学校
- 山陽小野田市立竜王中学校
  - 山陽小野田市立竜王中学校松原分校
- 山陽小野田市立小野田中学校
- 山陽小野田市立厚狭中学校
- 山陽小野田市立埴生中学校
- 山陽小野田市立厚陽中学校

### 大島郡
- 周防大島町立大島中学校
- 周防大島町立周防大島中学校

### 玖珂郡
- 和木町立和木中学校

### 熊毛郡
- 上関町立上関中学校
- 平生町立平生中学校
- 田布施町立田布施中学校

### 阿武郡
- 阿武町立阿武中学校

## 私立中学校
- 野田学園中学校（山口市）（併設型中高一貫校）
- 梅光学院中学校（下関市）（併設型中高一貫校）
- 宇部フロンティア大学付属中学校（宇部市）（併設型中高一貫校）
- 慶進中学校（宇部市）（併設型中高一貫校）
- 萩光塩学院中学校（萩市）（一部併設型中高一貫校）
- 高川学園中学校（防府市）（併設型中高一貫校）
- 高水高等学校付属中学校（岩国市）（併設型中高一貫校）
- 晃英館中学校（周南市）（併設型中高一貫校）